# Taïga de Sibérie orientale
Localisation
La taïga de Sibérie orientale est une écorégion terrestre définie par le Fonds mondial pour la nature (WWF). Elle fait partie du biome des forêts boréales et taïga de l'écozone paléarctique et a été identifiée comme faisant partie de la liste « Global 200 », c'est-à-dire considérée comme exceptionnelle au niveau biologique et prioritaire en matière de conservation.

## Description générale
La taïga de Sibérie orientale est une écorégion de la taïga, située sur le territoire des bassins des deux plus grands fleuves sibériens - le Ienisseï et la Léna. La partie orientale de la région occupe bassin de la rivière Lena jusqu'aux Monts de Verkhoïansk, à l'ouest, l'écorégion est délimitée par la rivière Ienisseï . C'est la plus grande zone de forestière intacte du monde, s'étendant sur 20 degrés d'est en ouest, à partir de 52°N. jusqu'au cercle polaire arctique, la longueur maximale du nord au sud est de 1600 km  . Le WWF l'inclut dans la liste des deux cents plus importantes écorégions pour la conservation des écosystèmes (Global 200)  . La plupart des espèces biologiques caractéristiques de la Sibérie se trouvent ici . Les forêts de mélèzes dominent . Elle se caractérise par une faible prévalence des tourbières.
Cette région contient le plus grand nombre d'ours bruns  (Ursus arctos collari), de loups (Canis lupus), d'orignaux (Alces alces) et de rennes sauvages (Rangifer tarandus) en Russie. D'autres mammifères du sud de la taïga de Sibérie orientale comprennent le cerf porte-musc de Sibérie (Moschus moschiferus), le wapiti de l'Altaï, également connu sous le nom de wapiti asiatique (Cervus canadensis sibiricus) et le sanglier (Sus scrofa). Les oiseaux de cette écorégion comprennent : aigle royal (Aquila chrysaetos), faucon pèlerin (Falco peregrinus), balbuzard pêcheur (Pandion haliaetus), cigogne noire (Ciconia nigra), grue à capuchon (Grus monacha), corneille noire (Corvus corone), merle de Sibérie et rouge-gorge à queue rousse (Luscinia cyane et L. sibilans , respectivement), rossignol du muguet (Luscinia luscinia), roselin de Pallas (Carpodacus roseus), martinet du Pacifique ( Apus pacificus) et Sarcelle du Baïkal (Anas formosa).

## Géologie
La majeure partie de la région est située sur la plateforme sibérienne, les processus de formation des montagnes sur son territoire ont été achevés. Les vastes plaines de la partie centrale de la Yakoutie sont formées d'épais dépôts alluviaux. Des processus karstiques intensifs ont lieu sur le Plateau de Sibérie centrale. Il existe de nombreux minerais sur le territoire de la taïga de Sibérie orientale.

## Climat
Le climat de l'écorégion est fortement continental; les anticyclones déterminent le temps presque toute l'année. La différence de température saisonnière est très importante - de la chaleur +40°C en été à -62°C en hiver. La température moyenne annuelle est inférieure à 0°C. Les précipitations annuelles totales varient en moyenne de 200 mm à l'est à 400 à 600 mm à l'ouest. La couverture neigeuse est modérée ou mince.

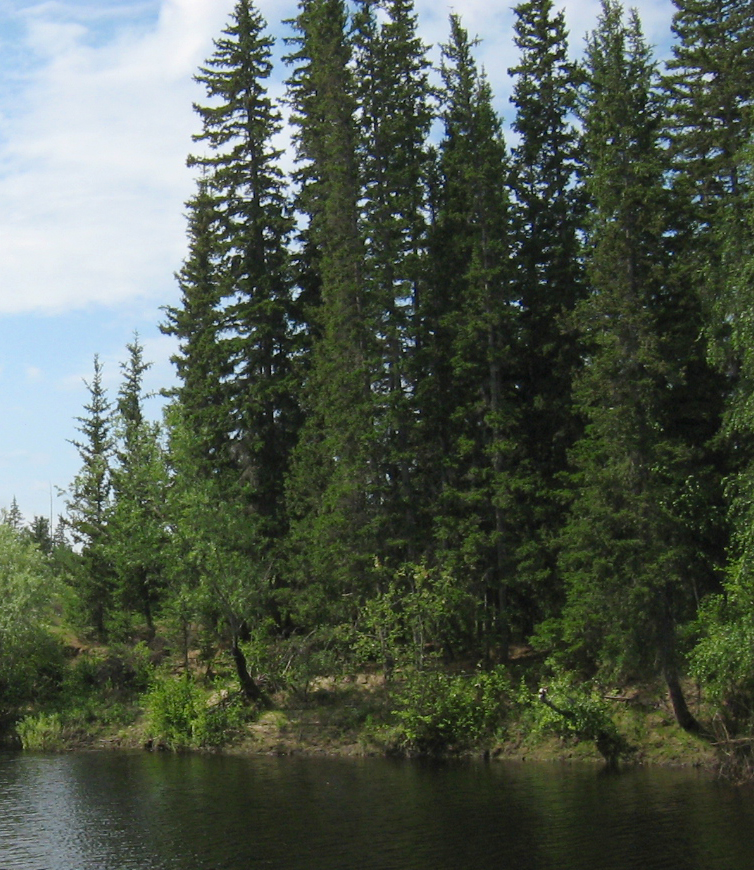
Épicéa de Sibérie sur la rivière Lyutenga

## Végétation
Dans la taïga de Sibérie orientale, prédominent des forêts claires de conifères (svetlochvojnye lesa), principalement clairsemés de mélèzes. Dans les endroits à faible couverture neigeuse, à l'est, la principale espèce formant forêt est le Mélèze de Dahurie. Cette formation végétale est la plus répandue en Russie. Plus à l'ouest, le mélèze de Sibérie et l'hybride L. x czekanowskii commencent à apparaître. Dans des endroits plus protégés, apparaissent des zones de taïga de conifères sombres, dans lesquelles dominent épicéa de Sibérie, pin de Sibérie et sapin de Sibérie. Plus au sud, la part des forêts de pins-mélèzes et de pins augmente, des forêts à petites feuilles (melkolistvennyye lesa) de bouleaux et de peupliers apparaissent.
Il y a un sous-bois d'aulne-arbuste. Il comprend Pinus pumila, Rhododendron dauricum, les bouleaux arbustifs. Le bouleau nain, la canneberge et la myrtille  Vaccinium myrtillus prédominent dans la strate arbustive . La strate herbacée est bien développée et peut avoir une composition variée .
La flore de la Sibérie orientale est très diversifiée, elle comprend plus de 2300 espèces végétales, dont plus d'un millier d'espèces de plantes vasculaires  sur le Plateau de Sibérie centrale. Il y a plus de 650 espèces dans la seule Réserve naturelle Olyokma . De nombreuses espèces endémiques de différents niveaux, y compris les cloches de Yakut (Adenophora jacutica), Polygonum amgense, Oxytropis calva, Oxytropis leucantha, Viola alexandroviana, Senecio lenensis, de Salix saposhnikovii, de Juncus longirostris, Caltha serotina, de Papaver variegatum, Draba sambykii, Thymus evenkiensis, Potentilla jacutica, Artemisia czekanowskiana  .

## Faune

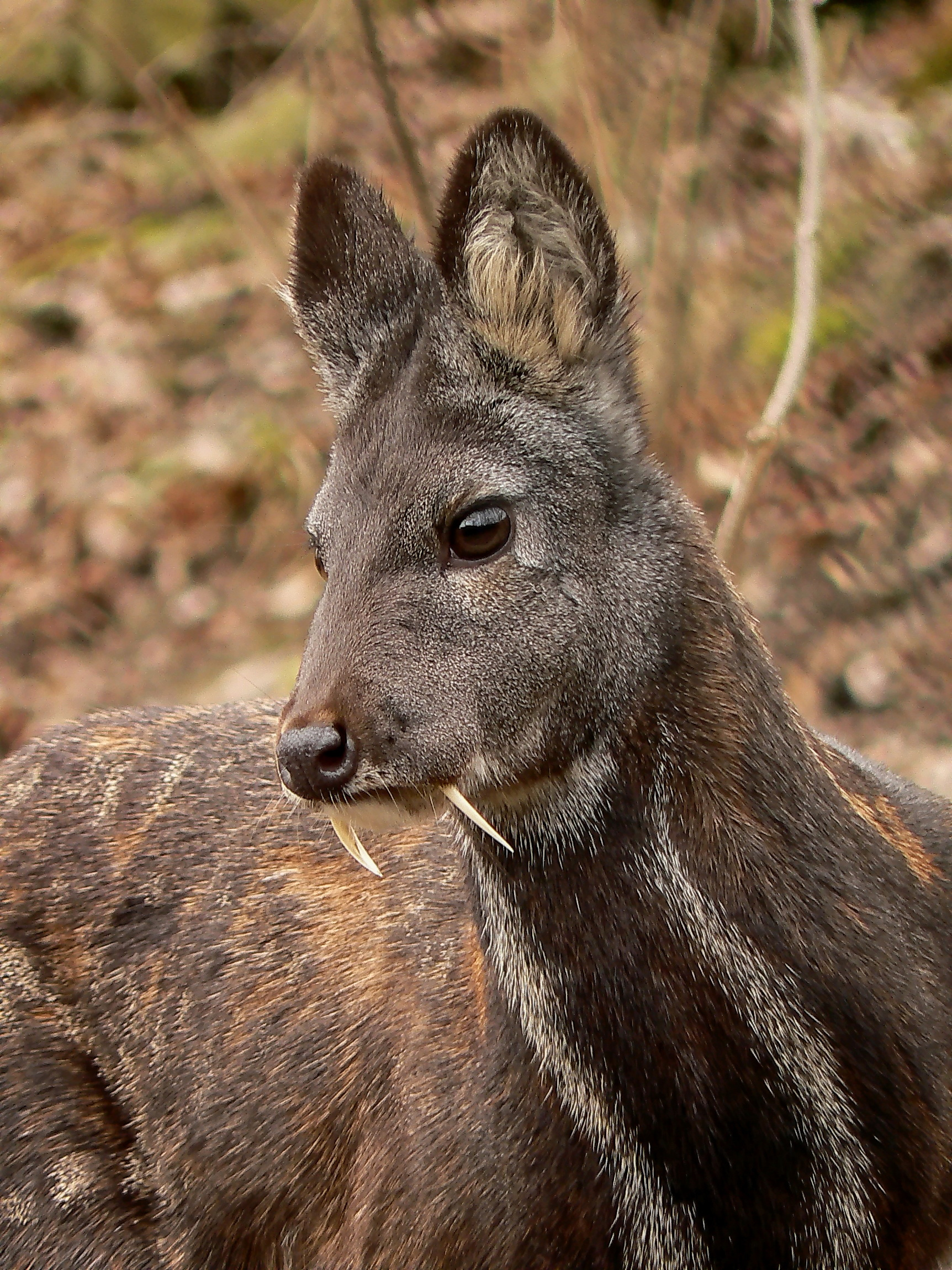
Porte-musc de Sibérie

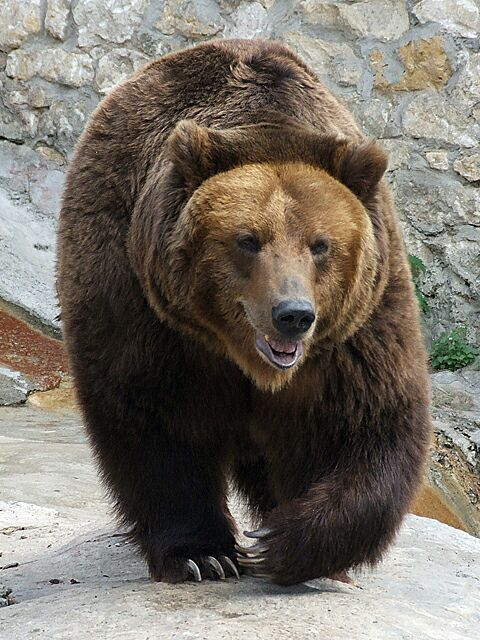
Ours brun

La faune de la Sibérie orientale est d'origine plus ancienne et est sensiblement plus riche que la faune de la Sibérie occidentale - le Ienisseï est une frontière zoogéographique. Dans la taïga de la Sibérie orientale, on trouve des mammifères - ours brun, loup, renard, glouton, zibeline, renne. Les oiseaux sont représentés par le tétras de Sibérie, l'accenteur montanelle, la chouette lapone, la grive de Naumann . Porte-musc de Sibérie, Apodemus speciosus, rossignol bleu, Luscinia  (Luscinia sibilans), roselin rose, martinet à dos blanc (Apus pacificus ), tourterelle orientale, tétras à bec noir, sarcelle élégante et corneille noire ne se trouvent qu'à l'est du Ienisseï. Les populations d'ongulés, trouvées dans la taïga de Sibérie occidentale, sont beaucoup plus nombreuses ici; élans, chevreuils européens, sangliers et cerf élaphe y vivent. Il existe 42 espèces de poissons dans les eaux du bassin de la rivière Ienisseï . La richesse de la faune vertébrée est illustrée par le fait que seul le Kraï de Krasnoïarsk compte 4 espèces d'amphibiens, 2 espèces de reptiles, 203 espèces d'oiseaux et environ 80 mammifères. Parmi les oiseaux inclus dans le Livre rouge de Russie se trouvent aigle royal, balbuzard pêcheur, faucon pèlerin, cigogne noire et grue moine.

## Sécurité et menaces
Dans la taïga de Sibérie orientale, certains des habitats les plus vastes au monde, de nombreuses espèces ont été préservés intacts. Néanmoins, il n'y a pas assez de zones naturelles protégées dans la région, celles existantes sont dispersées et ne couvrent pas toute la diversité des écosystèmes. Les plus importants sont le parc naturel Lena Pillars, les réserves naturelles Olyokma, de Toungouska et de Sibérie centrale. Les associations végétales formées par les espèces suivantes surtout ont besoin de protection:
- Pin sylvestre, Duschekia fruticosa , Ольховник (род) (ru) mélangée avec Scorzonera radiata et Limnas stelleri
- Pin sylvestre, Sobcotoneaster pozdnjakovii, Dryas viscosa mélangé avec stop carex
- Épinette Ayan, Pinus pumila, Diplazium de Sibérie (Diplázium sibíricum) mélangé avec Pyrola des bois ( Pyrola incarnata ) et airelle rouge, et Hylocomium splendens
- Pinus pumila, Cladonia stellaris, Cladonia rangiferina
- Pin sylvestre, Arctostaphylos uva-ursi mélangé à Pulsatílla orientáli-sibírica (ru)[1].

Les principales menaces à la préservation de l'écorégion sont les feux de forêt, l'exploitation forestière dans les parties sud et centrale, l'extraction de la houille, du pétrole et du gaz. La construction hydroélectrique prévue est un sujet de préoccupation certain. Certaines espèces sont menacées par le braconnage.